# SIX Group
Pour les articles homonymes, voir Six (homonymie) et Swiss.
SIX Group (appelé SWX Swiss Exchange jusqu'en septembre 2008) est une entreprise financière suisse basée à Zurich. Elle gère la Bourse nationale depuis la fusion en 1996 des bourses de Zurich, Genève et Bâle. Elle traite aussi d'autres types de titres financiers comme les emprunts d'État, ou de dérivés comme les stock-options.
Le principal indice boursier pour la Bourse appelée "SIX Swiss Exchange" est le Swiss Market Index (SMI).

## Historique

Ancien logo.

En Suisse, les bourses ont vu le jour relativement tard. Une Bourse de valeurs de Genève est fondée en 1850 par la Société des agents de change, née l'année précédente, le chemin de fer suisse tentant de combler son retard sur les autres pays, sous l'impulsion du leader radical James Fazy, dont les projets de Bourse très règlementée et contrôlée par l'Etat ont inquiété les courtiers.
Depuis plusieurs décennies, les radicaux reprochent aux financiers et aux milieux conservatoires genevois d'investir dans des projets étrangers pharaoniques au détriment de l'économie locale. Fondateur en 1826 du Journal de Genève, James Fazy a publié en 1825 une brochure satirique et fictive, mettant en scène un actionnaire et son banquier qui projettent de construire un pont entre la Terre et la Lune. Pour leurs placements financiers, les Genevois, recourent aux banquiers privés et se montrent peu intéressés par une bourse de valeurs. Entre 1815 et 1842, le commerce et l'industrie n'ont jamais réclamé sa fondation. En 1797, la loi a réservé à cinq personnes la profession d'agent de change, puis Genève est annexée en 1798 par les Français et elle traverse une grave dépression économique, la dette de l'ancien régime français étant de plus annulée. Les courtiers sont 20 en 1807 à Genève, où une bourse de commerce est fondée en 1808, mais qui se révèle assez peu active.  
En 1849, l'agent de change Jaques Reverdin, ancien de la banque Pictet, a proposé la première cote officielle genevois, en vigueur dans son établissement, publiant les taux qu'il propose. Deux ans après le krach de 1847, les projets ferroviaires reviennent. Rapidement, les agents de change s'opposent au gouvernement au sujet du contrôle de la bourse. Le Conseiller d’Etat James Fazy, créateur de la Banque de Genève, ne veut pas d'une institution boursière et financière réservée à une élite. Il souhaite ouvrir la profession et mettre l'établissement sous un contrôle total de l'Etat, après avoir été surpris par la création aussi rapide d'une bourse.
La première édification, en 1850 à Genève, de la Bourse de valeurs de Genève est suivie un quart de siècle plus tard par la fondation de celle de Zurich en 1873, dans la mesure où c'est de cette année-là que date le démarrage de la construction d'un bâtiment spécialement destiné à la bourse, même si l'Histoire des bourses de valeurs montre que les cotations avaient souvent lieu sans édifice dédié. Puis suivi celle de Bâle en 1876. De multiples bourses régionales, plus petite en taille, sont par la suite apparues. D’abord à la criée, le négoce a été remplacé en 1996 par un négoce totalement électronique. Depuis lors, la SIX Swiss Exchange gère la Bourse nationale, née de la fusion entre les places de Zurich, Genève et Bâle.
En 2007/2008, SWX Group fusionne avec Telekurs Group spécialisée dans l'information financière et les paiements électroniques, pour former SIX Group.
En 2015, Deutsche Börse acquiert la participation de 49,9 % dans STOXX de SIX Swiss Exchange pour 697 millions de dollars.
En septembre 2018, SIX Group annonce l'acquisition des 75 % qu'il ne possédait pas dans Swiss Euro Clearing Bank, une entreprise financière faisant le lien financier entre la Suisse et l'Union européenne, dont il était le principal client.
En novembre 2018, SIX cède sa branche SIX Payment Services, qui rejoint le groupe français Worldline, dont SIX deviendra actionnaire au côté du groupe Atos, ancien propriétaire de Worldline.
En novembre 2019, SIX Group annonce lancer une offre d'acquisition sur Bolsas y Mercados Espanoles pour 2,84 milliards d'euros. L'acquisition est finalisée en juin, SIX Group détient dorénavant 93,16% de la bourse espagnole.

## Indices boursiers
Le principal indice boursier du SIX Swiss Exchange est le Swiss Market Index (SMI). Il est basé sur la cotation pondérée des 20 premières capitalisations. Le marché suisse est plus globalement représenté par le Swiss Performance Index pondéré de la même manière que le SMI et par le SPIEX regroupant les moyennes capitalisations boursières. L'indice représentant l'ensemble du marché suisse est le Swiss All Share Index.
Depuis la mi-novembre 2004, la bourse suisse introduit le Swiss market index midcap (SMIM). Ce nouvel indice retrace l'évolution des moyennes capitalisations de la place financière helvétique et peut contenir jusqu'à 30 titres. Le SMI Expanded, introduit avec le SMIM, mesure la performance des actions contenues dans le SMI et dans le SMIM.